# ابتكار في الخدمة
الابتكار في الخدمة هو إما تقديم خدمة جديدة أو تحسن كبير في خدمة سابقة مفهوم الخدمة من ناحيه الممارسة والتطبيق. ويمكن أن يكون على سبيل المثال قناة اتصال جديدة للتفاعل مع العملاء أو نظام توزيع مبتكر أو تقنية جديده أو مزيج منها. أي ابتكار في الخدمة يشمل عناصر قابلة للتكرار بحيث يمكن تحديدها وتتكرارها بشكل آلي في حالات أو بيئات أخرى. العناصر القابلة للتكرار يمكن أن تكون اما مخرجات الخدمة أو اجراءاتها ككل أو جزء. كما يعود الابتكار في الخدمة بالمنفعة على كل من منتج الخدمة والعملاء بالإضافة إلى تحسين الميزة التنافسية للمبتكر. الابتكار في خدمة هو اما منتج خدمي أو إجراء لتقديم الخدمة يعتمد على منهج تقني أو اجرائي. ومع ذلك، فإن الابتكار لا يتعلق بالضرورة لحداثة التكنولوجيا في حد ذاتها ولكن الإبداع يكمن في كثير من الأحيان في المجالات غير التكنولوجية. يمكن ان يكون الابتكار في الخدمة حل جديد في واجهة استخدام يمكن المستخدمين من النظام من التعامل معه بألفه أو طرق توزيع مبتكره أو تطبيق تكنولوجيا جديدة في اجراءات الخدمة أو طرق مبتكره من العمليات والإجراءات في الأعمال اللوجستية وسلسلة التوريد أو طرق جديدة لتنظيم وإدارة الخدمات.

## الابتكار في الخدمات
أي أن يكون المنتج ضربا من الخدمة—خدمة منتجات جديدة أو محسنة (السلع أو الخدمات العامة). غالبا ما يتناقض مع هذا «الابتكار التكنولوجي»، على الرغم من منتجات الخدمات يمكن أن يكون العناصر التكنولوجية. يرتبط ارتباطا وثيقا هذا الشعور الابتكار خدمة لتصميم الخدمة والتنمية «خدمة جديدة».

## الابتكار في عمليات وإجراءات الخدمة
أي طرق جديدة أو محسنة من تصميم وإنتاج الخدمات. وقد يشمل ذلك الابتكار في نظم تقديم الخدمات، على الرغم من وغالبا ما يعتبر هذا بدلا من ذلك كخدمة ابتكار المنتجات. قد الابتكار من هذا النوع تكون تكنولوجية، أو خبرة تقنية القائم، أو على سبيل تنظيم العمل.

## الابتكار في الشركات والمنظمات والصناعات الخدمية
الابتكارات التنظيمية، فضلا عن المنتجات المبتكرة والخدمات العملية، وإدارة عمليات الابتكار، داخل المنظمات الخدمة.